# Marco Júnio Hômulo
Marco Júnio Hômulo (em latim: Marcus Junius Homullus) foi um senador romano nomeado cônsul sufecto para o nundínio de setembro a dezembro de 102 com Lúcio Antônio Albo.

## Carreira
Apenas um cargo foi atestado com segurança na carreira de Hômulo, o de governador da Capadócia, provavelmente entre 111 e 114. Ele foi o primeiro governador da província depois de sua criação, quando a província anterior, que cobria quase toda a Ásia Menor, foi dividida entre a Capadócia e a Galácia. Durante seu mandato, o imperador Trajano visitou no decorrer de  sua campanha parta e, quando o rei da Armênia Partamásiris exigiu que Trajano lhe enviasse Hômulo, Trajano enviou-lhe o filho dele no lugar, provavelmente o cônsul sufecto em 128, Marco Júnio Hômulo.
É possível que Hômulo tenha sido o Marco Júnio que foi admitido no Colégio de Pontífices em 101-102 e cujo calator foi Marco Júnio Epafrodito.
William McDermott identificou Hômulo como o mesmo que foi citado na "História Augusta" dizendo a Trajano que "Domiciano era um mau imperador, mas tinha bons conselheiros". Ele acredita que esta história foi baseada numa fonte hipotética para a "História", a história de Mário Máximo. Na época, Trajano estava sob a influência de seus conselheiros militares e estava decidido a expandir as fronteiras do Império. "Uma campanha no oriente deve ter sido considerada uma empreitada duvidosa, ou mesmo duvidosa, por muitos membros do Senado, mesmo tendo ficado evidente, ainda que de forma gradual, até onde o imperador iria", escreve McDermott. "Certamente Adriano, se ele tivesse sido consultado, e seu grupo, certamente estavam chocados". McDermott especula ainda que Hômulo, ao fazer esta afirmação, acreditava na afabilidade do imperador para evitar uma acusação de lesa-majestade. Porém, Trajano o substituiu por Lúcio Catílio Severo. "Não se sabe se Hômulo assumiu algum outro cargo depois disto", afirma McDermott, "mas este confronto com Trajano estava tão em linha com as ações futuras de Adriano como imperador que ele provavelmente se deu bem depois da morte de Trajano".

## Correspondente de Plínio
Plínio, o Jovem, menciona Hômulo em três de suas cartas. Na primeira, ele menciona que Hômulo e Tibério Cácio Césio Frontão defenderam Júlio Basso contra acusações de malversação de recursos durante seu mandato como governador da Bitínia e Ponto. Na segunda, Plínio conta como ele e Hômulo defenderam Vareno Rufo contra acusações idênticas na mesma província. Na terceira, Plínio conta que Hômulo e ele conversaram sobre reformar as regras para as eleições para o Senado.